# Municipio de Atlas (Míchigan)
El municipio de Atlas (en inglés: Atlas Township) es un municipio ubicado en el condado de Genesee en el estado estadounidense de Míchigan. En el año 2010 tenía una población de 7993 habitantes y una densidad poblacional de 85,89 personas por km².

## Geografía
El municipio de Atlas se encuentra ubicado en las coordenadas 42°55′11″N 83°31′1″O / 42.91972, -83.51694. Según la Oficina del Censo de los Estados Unidos, el municipio tiene una superficie total de 93.06 km², de la cual 91,21 km² corresponden a tierra firme y (2 %) 1.86 km² es agua.

## Demografía
Según el censo de 2010, había 7993 personas residiendo en el municipio de Atlas. La densidad de población era de 85,89 hab./km². De los 7993 habitantes, el municipio de Atlas estaba compuesto por el 97,08 % blancos, el 0,66 % eran afroamericanos, el 0,21 % eran amerindios, el 0,74 % eran asiáticos, el 0,4 % eran de otras razas y el 0,9 % eran de una mezcla de razas. Del total de la población el 2,08 % eran hispanos o latinos de cualquier raza.